# USS Nimitz (CVN–68)

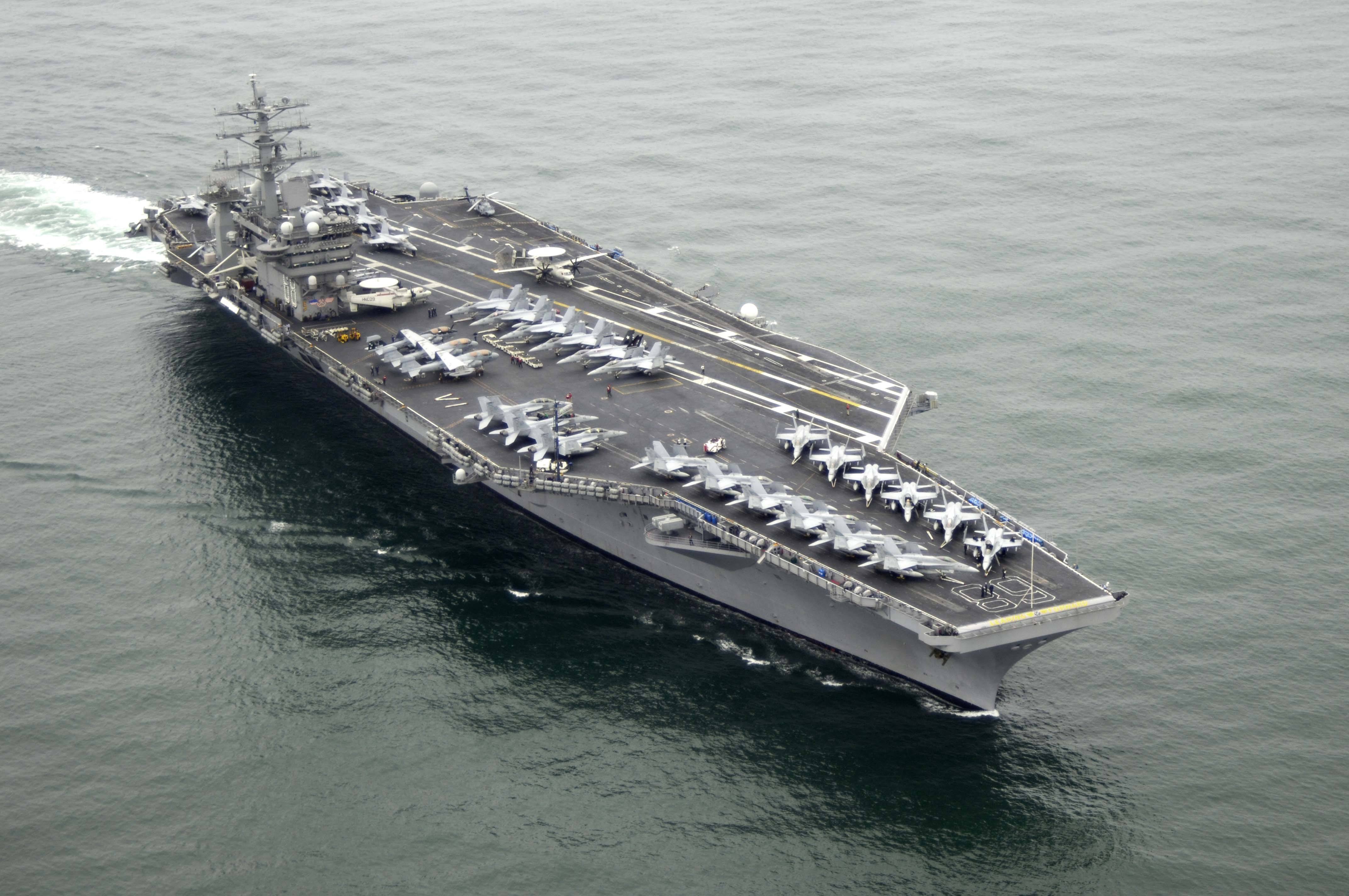
USS Nimitz

USS Nimitz (CVN-68) este un super-portavion al Marinei Statelor Unite, nava cea mai mare din clasa ei. Ea este una dintre cele mai mari nave de război din lume. A fost lansată și a comisionată sub denumirea CVAN-68, care a fost modificată în CVN-68 (portavion multi-misiune cu propulsie nucleară) la 30 iunie 1975, ca parte a flotei refăcută în acel an. Nava a fost numită după numele comandantului flotei Pacificului din Al Doilea Război Mondial, Chester W. Nimitz, care a fost ultimul amiral de flotă al marinei americane.

## Construcția
Structura navei Nimitz a fost lansată la 22 iunie 1968 de Newport News Shipbuilding în Newport News, Virginia. A fost botezată în 1972 de Catherine Nimitz Lay, fiica amiralului Nimitz. USS Nimitz a fost livrat marinei în 1975, și a fost armat la Naval Station Norfolk pe 3 mai 1975, de către președintele Gerald Ford.

## Serviciul

### Anii '70
USS Nimitz a fost trimis pentru prima dată în Marea Mediterană pe 7 iulie 1976 alături de USS South Carolina și USS California. În noiembrie 1976, Nimitz a fost premiat cu medalia „Battle E” pentru cel mai eficient port-avion din flota Atlanticului. Deplasarea a fost fără incidente, iar portavionul s-a întors la Norfolk, Virginia pe 7 februarie 1977.
O a doua călătorie fără incidente spre Mediterană a început la 1 decembrie 1977, terminându-se la 20 iulie 1978. A treia deplasare a început pe 10 septembrie 1979 către Marea Mediterană. Nava a fost mutată în Oceanul Indian, ca răspuns la criză din Iran, când Ambasada Americană la Teheran a fost capturata și au fost luați 52 de ostatici. Operațiunea Evening Light a fost lansată de pe USS Nimitz în încercarea de a salva personalul ambasadei. Misiunea a fost anulată după ce un elicopter s-a prabușit la punctul de realimentare din deșertul Iranian. Nava s-a întors acasă pe 26 mai 1980, după 144 de zile pe mare.

### Anii '80
Pe 26 mai 1981, un avion aparținând marinei, de tip EA-6B Prowler, s-a prăbușit pe puntea de zbor, omorând 14 membri ai echipajului și rănind alți 45. Avionul rămasese fără combustibil după ce a ratat mai multe aterizări iar accidentul său a declanșat foc și explozii ce au avariat alte 11 avioane.
Nimitz a fost repartizat din nou în Marea Mediterană pe 3 august 1981. Nava, alături de USS Forrestal, au condus exercițiul Freedom of Navigation în apele internaționale din Golful Sidra, lânga Libia pe 18 și 19 august 1981. În dimineața zilei de 19 august 1981, două avioane F-14A ale VF-41 au fost abordate de două avioane libaneze de tip SU-22, care au fost doborâte.
Cea dea patra patrulă a USS Nimitz a fost între 10 noiembrie 1982 și 20 mai 1983, în Marea Caraibelor și în Mediterana. Nimitz a fost trimis în patrulă pentru a cincia oara pe data de 8 martie 1985. Pe 14 iunie 1985, doi teroriști libanezi au deturnat cursa TWA Flight 847, care transporta 153 pasageri și membri ai echipajului, incluzând americani.